# Wspólnota administracyjna Achern
Wspólnota administracyjna Achern – wspólnota administracyjna (niem. Vereinbarte Verwaltungsgemeinschaft) w Niemczech, w kraju związkowym Badenia-Wirtembergia, w rejencji Fryburg, w regionie Südlicher Oberrhein, w powiecie Ortenau. Siedziba wspólnoty znajduje się w mieście Achern, przewodniczącym jej jest Reinhart Köstlin.
Wspólnota administracyjna zrzesza jedno miasto i trzy gminy wiejskie:
- Achern, miasto, 25 014 mieszkańców, 65,24 km²
- Lauf, 3 818 mieszkańców, 15,01 km²
- Sasbach, 5 446 mieszkańców, 16,74 km²
- Sasbachwalden, 2 439 mieszkańców, 18,13 km²